# Juan Camilo Zúñiga
Juan Camilo Zúñiga Mosquera (wym. [ˈxwan ˈkamilo ˈsuɲiɰa mosˈkeɾa]; ur. 14 grudnia 1985 w Chigorodó) – kolumbijski piłkarz, który występował na pozycji obrońcy lub pomocnika. W latach 2005–2015 występował w reprezentacji Kolumbii.
Uczestnik Mistrzostw Świata w 2014 roku oraz Copa América w 2007, 2011 i 2015 roku. 

## Kariera klubowa
Zúñiga swoją karierę piłkarską rozpoczynał w szkółce piłkarskiej klubu Atlético Nacional. W 2005 roku został włączony do pierwszej drużyny. Szybko stał się tam podstawowym zawodnikiem i w czasie trzech lat gry w tym zespole wystąpił w 107 spotkaniach, w których zdobył siedem bramek. Pozyskaniem go interesowały się takie kluby, jak Boca Juniors, AS Roma, US Palermo czy Siena. Ostatecznie w lipcu 2008 roku Zúñiga przeszedł za nieujawnioną kwotę do ostatniej z tych drużyn.
Pod koniec czerwca 2009 roku za 8,5 miliona euro trafił do SSC Napoli.
13 stycznia 2016 roku został wypożyczony do Bologni. Rozegrał 9 spotkań w lidze w jej barwach. Po pół roku wrócił do SSC Napoli.
16 lipca 2016 roku ponownie został wypożyczony na okres jednego roku do angielskiego Watfordu.
30 stycznia 2018 powrócił do swojego pierwotnego klubu Atlético Nacional.
4 lipca 2018 zakończył piłkarską karierę.

## Kariera reprezentacyjna
Zúñiga wraz z reprezentacją Kolumbii U-20 wystąpił na Mistrzostwach Świata 2005. W seniorskiej kadrze zadebiutował 9 marca 2005 roku w przegranym 0:3 towarzyskim meczu z USA. Wraz z nią wziął udział w Copa América 2007.
Został powołany na Mistrzostwa Świata w piłce nożnej 2014 rozgrywane w Brazylii, na którym wraz z reprezentacją Kolumbii doszedł do ćwierćfinału. Tam zaś Kolumbijczycy przegrali mecz z gospodarzami turnieju 2-1. Zúñiga w tym meczu zaatakował kolanem od tyłu zawodnika Brazylii - Neymara, co spowodowało u niego pęknięcie jednego z kręgów.
Otrzymał powołanie na Copa América 2015 rozgrywany w Chile. Tam również przygoda Kolumbii zakończyła się na ćwierćfinale, w którym to ulegli Argentynie po rzutach karnych 5:4. Zúñiga nie strzelił decydującego karnego, który dałby zwycięstwo jego reprezentacji.